# هونغ جا
هونغ جا كون (بالصينية: 洪 家) (حرفيًا "قبضة عائلة هونغ")، ويُعرف اختصارًا بـهونغ جا أوهونغ كون، هو فن قتالي صيني جنوبي قديم، تمتد جذوره إلى كونغ فو شاولين الجنوبي.
خلال مطلع الألفية الثالثة، اعتُبرت هونغ جا واحدة من أكثر أساليب الكونغ فو شهرة وانتشارًا في العالم، لا سيما في جنوب الصين.
تتميز هذه المدرسة بوقفاتها المنخفضة والثابتة، وهجماتها القوية التي تعتمد أساسًا على الأطراف العلوية، وتقنيات الصد المتعددة، والعمل على الطاقة الداخلية. وتتأثر تقنياتها بفن النمر الأبيض (باي فو باي) وأساليب رافعة فوجيان البيضاء.
يتضمن الأسلوب أوضاعًا تحاكي خمسة من الحيوانات الكلاسيكية في كونغ فو شاولين: النمر، الرافعة، الفهد، الأفعى، والدب، إضافةً إلى أشكال تنفس وطاقة أسلوب التنين وضربات مزدوجة متزامنة.

## الفروع
تمثّل مدرسة هونغ جا كون عالميًا أربعة فروع عائلية رئيسية: تانغ فونغ، لام، تشيو، ولاو، وجميعها تنحدر من أعظم أساتذة هونغ جا، وانغ فاي-هونغ.

## الأصول التاريخية للأسلوب
تعود بدايات هونغ جا الأولى إلى القرن السابع عشر في جنوب الصين. بشكل أكثر تحديدًا، تقول الأسطورة أن راهب شاولين يسمى، جي سين سيم سي كان في قلب ظهور هونغ جا. كان جي سين سيم سي على قيد الحياة خلال حكم سلالة تشينغ. مارس الفنون خلال حقبة أصبح فيها معبد شاولين ملجأً لأولئك الذين عارضوا الطبقة الحاكمة (مانشو)، مما سمح له بممارسة شبه السرية. عندما أحرق معبد شاولين الشمالي، فر الكثيرون إلى معبد شاولين الجنوبي في مقاطعة فوجيان بجنوب الصين. هناك يعتقد أن جي سين سيم سي درب العديد من الأشخاص، بما في ذلك الرهبان غير البوذيين، في فن شاولين كونغ فو.
بالطبع، لم يكن جي سين سيم سي الشخص الوحيد ذي الأهمية الذي فر إلى المعبد وعارض مانشوس. بالإضافة إلى ذلك، لجأ هونغ هي غون أيضًا إلى هناك، حيث تدرب عند جي سين سيم سي. في النهاية، أصبح هونغ هاي-غون الطالب رقم واحد في مانشوس جي سين سيم سي ومع ذلك، تقول الأسطورة أن جي سين سيم سي قام أيضًا بتدريس أربعة آخرين، أصبحوا في النهاية المؤسسين لأساليب الشاولين الجنوبية الخمسة: هونغ جا وتشوي جا وموك جا لي جا ولاو جا أحد هؤلاء الطلاب كان لوك آه تشوي ابن مانشو المتمركز في غوانغدونغ. هونغ هاي غون نفسه اسم مفترض يهدف إلى تكريم إمبراطور مينغ. ذكر المتمردون المناهضون لتشينغ أكثر المجتمعات السرية التي شكلوها «هونغ مون».

## منهج وونغ فاي هونغ في قبضة هونغ جا

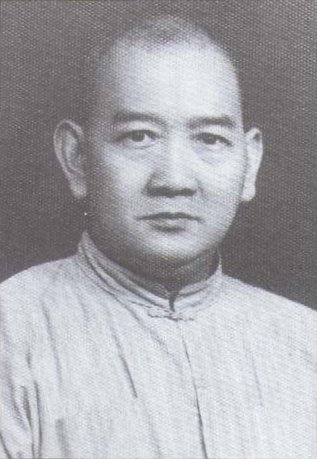
وونغ فاي هونغ

يتألف منهج هونغ جا الذي تعلمه وونغ فاي هونغ من والده من قبضة صلبة واحدة، قبضة صلبة مزدوجة، ترويض قبضة النمر بالصينية (伏虎 拳)، سيوف الفراشة بالصينية: (子母 雙刀)، قبضة نمر غاضبة، الخامسة قبضة النمر الأسود بالصينية:(黑虎 拳). قام وونغ بجمع أسلوب والده مع الأساليب التي تعلمها من أساتذة آخرين ودمجها في أسلوب واحد، وتقسم لأربعة إجراءات روتينية تشكل جوهر تعليمات قبضة هونغ جا ترويض النمر قبضة مزدوجة القبضة، قبضة خمسة حيوانات، قبضة سلكية حديدية.